# Збройні сили Індії
Збройні сили Індії — об'єднані військові сили Індійської республіки, що включають армію, повітряні сили, флот та різноманітні допоміжні структури. Де-юре командувачем збройних сил є президент Індії, хоча де-факто управління належить Союзному уряду на чолі з Прем'єр-міністром. Міністерство оборони (MoD) відповідає за виконання повсякденних задач забезпечення внутрішньої та зовнішньої безпеки країни.
Загальна чисельність збройних сил Індії становить 1 325 000 осіб, що робить Індію третьою за розміром збройних сил країною. Допоміжні служби включають берегову охорону, воєнізовані сили (PMF) і команду стратегічних сил. Офіційних військовий бюджет Індії становить 26,5 млрд доларів США, проте реальні витрати, за оцінками, набагато перевищують цю суму. Збройні сили Індії швидко збільшуються та модернізуються, у планах — розвиток власної військової космічної програми, розробка ефективної протиракетної оборони та створення ядерної тріади.
Збройні сили Індії брали участь у низці великих військових операцій, зокрема: індійсько-пакистанських війнах 1947, 1965 та 1971 років, португальсько-індійській війні, китайсько-індійській війні, інцидент Чо Ла 1967 року, китайсько-індійська сутичка 1987 року, Каргільській війні та Сіаченському конфлікті серед інших. Індія щорічно вшановує свої збройні сили та військовий персонал у День прапора Збройних сил, 7 грудня. Озброєні ядерною тріадою, індійські збройні сили постійно модернізуються з інвестиціями в такі сфери, як футуристичні солдатські системи та системи протиракетної оборони.

## Історія
Індія має одну з найдовших зафіксованих військових історій, яка нараховує кілька тисячоліть. Перші згадки про війська містяться у Ведах, а також в епосах Рамаяна та Магабгарата. Класичні індійські тексти про стрільбу з лука зокрема та бойові мистецтва загалом відомі як Дганурведа.

### Від давнини до середньовіччя
Військово-морська історія Індії налічує більше 5 тисяч років. Вважається, що перший приливний док був побудований в Лотал приблизно в 2300 році до нашої ери в період цивілізації долини Інду, поблизу сучасного порту Мангрол на узбережжі Гуджарату. Ріґведа, написана приблизно в 1500 році до нашої ери, приписує Варуні знання океанських шляхів і описує морські експедиції. Є посилання на бічні крила судна під назвою Плава, які надають кораблю стійкість в умовах шторму. Компас, Матас'я янтра використовувався для навігації в четвертому і п'ятому століттях нашої ери. Найдавніша відома згадка про організацію, присвячену кораблям у Стародавній Індії, відноситься до імперії Маур’їв у 4 столітті до нашої ери. Потужні війська мали імперії Маур'я, Сатавагана, Чола, Віджаянагара, Моголів і Маратта. Наставник і порадник імператора Чандраґупти Маур'ї в «Артхашастрі» Чанак’ї присвячує повний розділ державному департаменту водних шляхів під керівництвом навадх’якші (санскрит — «Суперінтендант кораблів»). Термін nava dvipantaragamanam (санскрит, що означає «плавання в інші країни на кораблях», тобто дослідження) з’являється в цій книзі на додаток до того, що з’являється у ведичному тексті «Баудхаяна Дхармашастра» як тлумачення терміна «Samudrasamyanam».

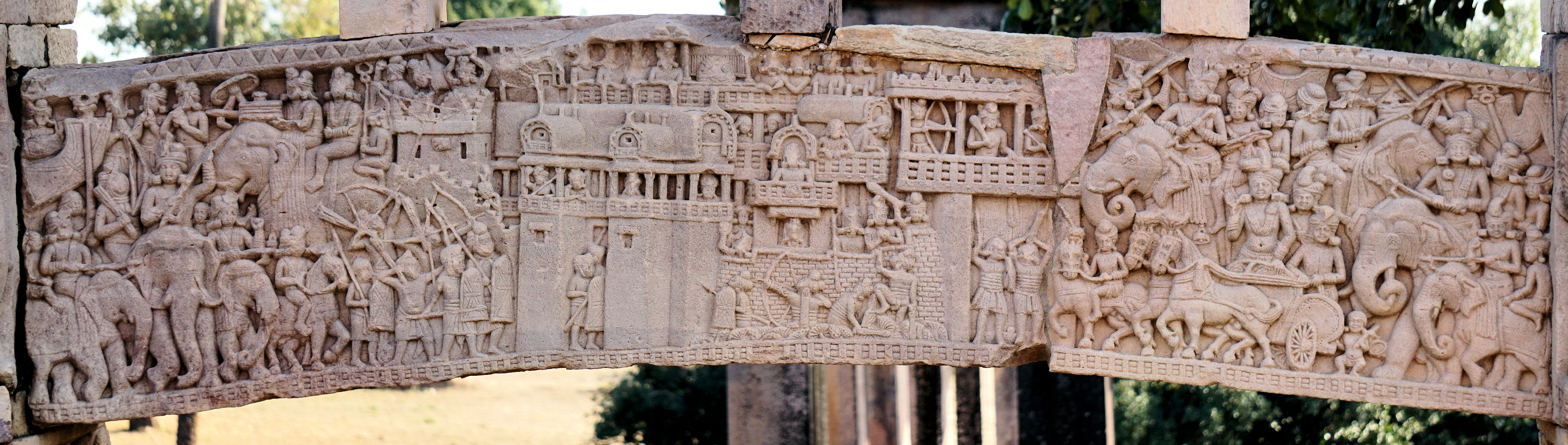
Облога Кушинагара, столиці Маллаків, сімома вождями Махаджанапад та їхніми арміями заради володіння реліквіями Будди після його смерті в 4-му столітті до нашої ери. Зображення битви на перилах ступи Санчі, 1-ше століття до нашої ери.

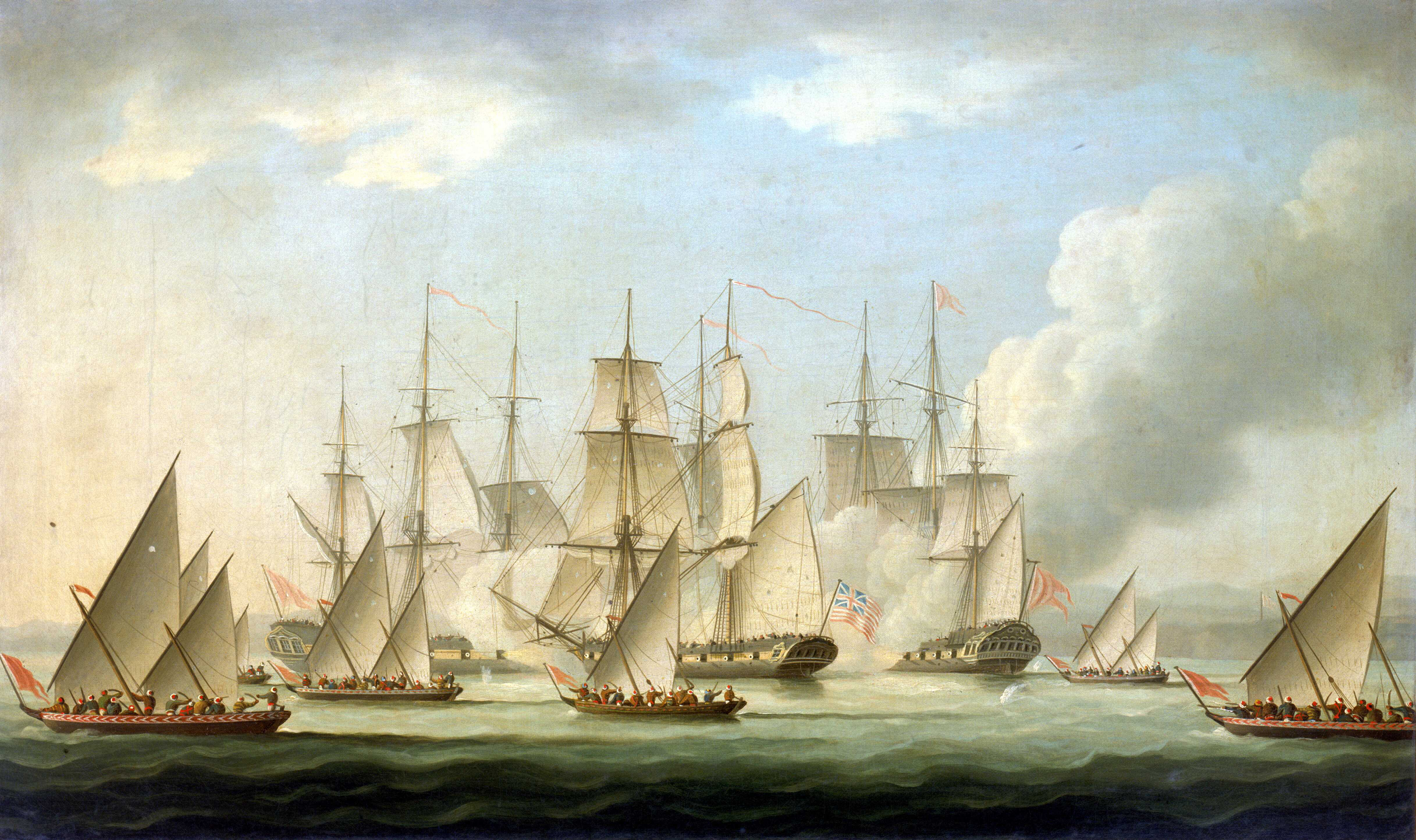
Зображення морської атаки Військово-морські сили Маратхи на корабель Ост-Індської компанії «HMS Аврора (1809)» в 1812 році.

Морські шляхи між Індією та сусідніми землями використовувалися для торгівлі протягом багатьох століть і є відповідальними за широкий вплив індійської культури на інші суспільства. Чола досягли успіху в зовнішній торгівлі та морській діяльності, поширивши свій вплив за кордон до Китаю та Південно-Східної Азії. Протягом XVII та XVIII століть флоти Маратхи та Керали були розширені та стали найпотужнішими військово-морськими силами на субконтиненті, перемагаючи європейські флоти в різний час (див. Битва при Колачелі). Огляд маратхського флоту, в якому брали участь кораблі «Пал» і «Калбат», відбувся біля форту Ратнагірі. Марата Канходжі Ангрія та Кунджалі Мараккар, начальник флоту Саамутірі, були двома видатними командирами флоту того періоду.